# Oidardis aveledoi
Oidardis aveledoi là một loài ruồi trong họ Asilidae. Oidardis aveledoi được Kaletta miêu tả năm 1978. Loài này phân bố ở vùng Tân nhiệt đới.